# 回路シミュレーター
回路シミュレーター(英文名称:Circuit Simulator)とは、電気回路に入力となる電圧、電流を与えた時の出力応答を仮想的にコンピューターで再現するソフトウエア・プログラムである。

## 動作原理
回路の構成とそれに加えられる電圧・電流を仕様に従って記述することで、各節点における電位、各枝における電流の分布の時系列を数値計算するものである。 
計算の方法として節点電位法、閉路電流法があるが、集中定数回路では実現面で変数の設定の容易さから前者が用いられる。 

## 分類と製品例
大きく電子回路分野と電力工学分野に分けることが出来、電子回路分野ではアナログ動作による過渡応答、時間展開解析と、デジタル動作による論理回路解析に分類される。
電子回路分野ではより細目に分かれるので電子回路シミュレーションを参照されたい。
アナログ動作による過渡応答、時間展開解析ではSPICEとその派生品が著名である。
電力工学分野ではEMTPが代表的である。
適用領域の広い汎用性の観点で代表例としてSPICE、EMTPを挙げたが、これ以外にも適用領域に特化した各種製品が存在する。一例を表に示す。
| ソフトウエア名        | 概要 | 有償/無償 | 開発元・販売元                                                 |
| --------------------- | --- | --------- | -------------------------------------------------------------- |
| SPICE                 | 電子回路分野で汎用的なアナログ動作解析に用いられる。本製品を元に派生した商用製品が複数存在する。                                                 | 無償      | カリフォルニア大学バークレー校(米)                             |
| LTSPICE               | 電子回路分野で汎用的なアナログ動作解析に用いられる。SPICEの派生品である。                                                                        | 無償      | Analog Devices, Inc.(米)                                       |
| SmartSPICE            | 電子回路分野で汎用的なアナログ動作解析に用いられる。SPICEの派生品である。800万を超える能動素子を含む大規模回路を高速・高精度に計算できる。       | 有償      | Silvaco, Inc.(米)                                              |
| PSPICE                | 電子回路分野で汎用的なアナログ動作解析に用いられる。SPICEの派生品である。歴史的経緯で大型計算機用であったSPICEをパソコン用に移植したものである。 |           | Cadence Design Systems, Inc. (米)(OrCADブランドで展開している) |
| S-NAP/Pro for Windows | 高周波数領域の回路のアナログ動作解析に用いられる。sパラーメーターが利用可能である。                                                              | 有償      | (株)エム・イー・エル                                           |
| CADLUS Sim            | プリント基板配線の高周波領域での伝送線路解析に用いられる。                                                                                       | 有償      | (株)ニソール                                                   |
| EMTP                  | 電力工学分野で用いられる。 |           | EMTPアライアンス(米)                                           |
| PSIM                  | パワーエレクトロニクスの分野で用いられる。 | 有償      | MyWayプラス(株)                                                |
| Scideam               | 電源回路の分野で用いられる。 | 有償      | (株)スマートエナジー研究所                                     |
| SCALE                 | 電源回路の分野で用いられる。 | 有償      | (株)スマートエナジー研究所                                     |